# ماري هامادا (ممثلة)
ماري هامادا (باليابانية: 濱田マリ) هي مؤدية صوت ومغنية وممثلة يابانية، ولدت في 27 ديسمبر 1968 في كوبه في اليابان.

## الأعمال

### أفلام
| السنة | العنوان                            | الدور          |
| ----- | ---------------------------------- | -------------- |
| 2002  | عودة القط                          | ناتورو (صوت)   |
| 2018  | بعد المطر                          | كايوكو كوبو    |
| 2024  | أبناء نجمتهم المفضلة: الفصل الاخير | إريكو كاوامورا |

### مسلسلات
| السنة | العنوان              | الدور          |
| ----- | -------------------- | -------------- |
| 2017  | كاهوكو المصونة       | نوريكو نيموتو  |
| 2024  | أبناء نجمتهم المفضلة | إريكو كاوامورا |

## وصلات خارجية
- ماري هامادا على موقع IMDb (الإنجليزية)
- ماري هامادا على موقع ميوزك برينز (الإنجليزية)
- ماري هامادا على موقع ديسكوغز (الإنجليزية)
- ماري هامادا على موقع قاعدة بيانات الفيلم (الإنجليزية)